# Сборная Австралии по теннису в Кубке Дэвиса
Сборная Австралии в Кубке Дэвиса — мужская теннисная команда, представляющая Австралию в Кубке Дэвиса, главном международном командном соревновании мужского теннисного сезона.

## История
Сборная Австралии — вторая по числу титулов и финалов в Кубке Дэвиса команда после сборной США. Впервые приняв участие в розыгрыше трофея как команда Австралазии (вместе с новозеландскими теннисистами), команда выиграла под этим названием Кубок Дэвиса пять раз и один раз, в 1913 году, проиграла в финале сборной США (ещё раз австралазийцы должны были играть в «круге вызова» со сборной Британских островов, но уступили титул за неявкой). После Первой мировой войны команда выступает как сборная Австралии, выиграв за это время 23 титула и 18 раз проиграв в финале.
Самый успешный период в истории сборной приходится на период с 1950 по 1967 год, когда она выиграла 15 из 18 финальных матчей под руководством Гарри Хопмана. За период после 1967 года австралийцы шесть раз выигрывали Кубок Дэвиса — по два раза в 1970-е и 1980-е годы и по разу в 1990-е и в первое десятилетие XXI века.
Команды Австралии и США, две самых титулованных сборных в истории Кубка Дэвиса, встречались между собой в рамках этого соревнования 46 раз (26 побед американцев и 20 побед австралийцев). Команды 31 раз встречались в финальном матче сезона с минимальным перевесом американцев 16:15.

## Исторические рекорды

### Команда
- Наибольшее число завоёванных подряд титулов — 4 (1950—1953, 1959—1962, 1964—1967)[3]
- Наибольшее количество выигранных подряд матчей — 9 (1959—1963)[5]
- Самый длинный матч — 15 часов 19 минут ( Бельгия— Австралия 3:2 в 2007 году)[5]
  - Наибольшее число геймов за матч — 327 ( Индия— Австралия 3:2 в 1974 году)[5]
- Самая длинная игра — 4 часа 30 минут ( Кристоф Влиген— Ллейтон Хьюитт 4:6, 6:4, 3:6, 6:3, 6:4 в матче 2007 года)[5]
  - Наибольшее число геймов за игру — 99 ( Ананд Амритраж/Виджай Амритраж— Джон Александер/Колин Дибли 17:15, 6:8, 6:3, 16:18, 6:4 в матче 1974 года)[5]
  - Наибольшее количество геймов за сет — 38 (20:18 в первом сете игры  Колин Дибли/Тони Роч —  Саид Мир/Харун Рахим в матче 1974 года)
- Самая убедительная победа — Австралия — Китай в 1924 году (15:0 по сетам, 90:15 по геймам)[5]

### Игроки
- Наибольшее количество матчей — 42 (Ллейтон Хьюитт)
- Наибольшее количество игр — 79 (Ллейтон Хьюитт, 58—21)[5]
  - Наибольшее количество игр в одиночном разряде — 56 (Ллейтон Хьюитт, 42—14)[5]
  - Наибольшее количество игр в парном разряде — 32 (Тодд Вудбридж, 25—7)[5]
- Наибольшее количество побед в играх — 58 (Ллейтон Хьюитт)
  - Наибольшее количество побед в одиночном разряде — 42 (Ллейтон Хьюитт)
  - Наибольшее количество побед в парном разряде — 25 (Тодд Вудбридж)
  - Самая успешная пара — Тодд Вудбридж и Марк Вудфорд (14 побед)
- Самый молодой игрок — Вивьен Макграт (17 лет и 85 дней 12 мая 1933 года)[5]
- Самый возрастной игрок — Норман Брукс (43 года и 46 дней 30 декабря 1920 года)[5]

## Состав в сезоне2023 года
- Алекс де Минор
- Танаси Коккинакис
- Макс Пёрселл
- Алексей Попырин
- Джордан Томпсон
- Мэттью Эбден

Капитан — Ллейтон Хьюитт

## Недавние матчи

### Финал, 2023 год
| Италия 2 | Palacio de Deportes José María Martín Carpena, Малага, Испания 26 ноября 2023 Хард(i) | Palacio de Deportes José María Martín Carpena, Малага, Испания 26 ноября 2023 Хард(i) | Австралия 0 |     |     |            |
| \| \| \| \| 1 \| 2 \| 3 \| \| \| - \| \| ----------------------------------------------------------- \| --- \| --- \| --- \| ---------- \| \| 1 \| \| Маттео Арнальди Алексей Попырин \| 7 5 \| 2 6 \| 6 4 \| \| \| 2 \| \| Янник Синнер Алекс де Минор \| 6 3 \| 6 0 \| \| \| \| 3 \| \| Симоне Болелли / Лоренцо Сонего Макс Пёрселл / Мэттью Эбден \| \| \| \| not played \| |                                                                                       |                                                                                       |             |     |     |            |
| |                                                                                       |                                                                                       | 1           | 2   | 3   |            |
| 1 | Италия · Австралия                                                                    | Маттео Арнальди Алексей Попырин                                                       | 7 5         | 2 6 | 6 4 |            |
| 2 | Италия · Австралия                                                                    | Янник Синнер Алекс де Минор                                                           | 6 3         | 6 0 |     |            |
| 3 | Италия · Австралия                                                                    | Симоне Болелли / Лоренцо Сонего Макс Пёрселл / Мэттью Эбден                           |             |     |     | not played |

### 1/2 финала, 2023 год
| Австралия 2 | Palacio de Deportes José María Martín Carpena, Малага, Испания 24 ноября 2023 Хард(i) | Palacio de Deportes José María Martín Carpena, Малага, Испания 24 ноября 2023 Хард(i) | Финляндия 0 |     |   |            |
| \| \| \| \| 1 \| 2 \| 3 \| \| \| - \| \| --------------------------------------------------------------------- \| ---- \| --- \| - \| ---------- \| \| 1 \| \| Алексей Попырин Отто Виртанен \| 7 65 \| 6 2 \| \| \| \| 2 \| \| Алекс де Минор Эмиль Руусувуори \| 6 4 \| 6 3 \| \| \| \| 3 \| \| Макс Пёрселл / Мэттью Эбден Патрик Никлас-Салминен / Харри Хелиёваара \| \| \| \| not played \| |                                                                                       |                                                                                       |             |     |   |            |
| |                                                                                       |                                                                                       | 1           | 2   | 3 |            |
| 1 | Австралия · Финляндия                                                                 | Алексей Попырин Отто Виртанен                                                         | 7 65        | 6 2 |   |            |
| 2 | Австралия · Финляндия                                                                 | Алекс де Минор Эмиль Руусувуори                                                       | 6 4         | 6 3 |   |            |
| 3 | Австралия · Финляндия                                                                 | Макс Пёрселл / Мэттью Эбден Патрик Никлас-Салминен / Харри Хелиёваара                 |             |     |   | not played |

### 1/4 финала, 2023 год
| Австралия 2 | Palacio de Deportes José María Martín Carpena, Малага, Испания 22 ноября 2023 Хард(i) | Palacio de Deportes José María Martín Carpena, Малага, Испания 22 ноября 2023 Хард(i) | Чехия 1 |      |     |  |
| \| \| \| \| 1 \| 2 \| 3 \| \| \| - \| \| -------------------------------------------------------- \| --- \| ---- \| --- \| \| \| 1 \| \| Джордан Томпсон Томаш Махач \| 4 6 \| 5 7 \| \| \| \| 2 \| \| Алекс де Минор Иржи Легечка \| 4 6 \| 7 62 \| 7 5 \| \| \| 3 \| \| Макс Пёрселл / Мэттью Эбден Иржи Легечка / Адам Павлашек \| 6 4 \| 7 5 \| \| \| |                                                                                       |                                                                                       |         |      |     |  |
| |                                                                                       |                                                                                       | 1       | 2    | 3   |  |
| 1 | Австралия · Чехия                                                                     | Джордан Томпсон Томаш Махач                                                           | 4 6     | 5 7  |     |  |
| 2 | Австралия · Чехия                                                                     | Алекс де Минор Иржи Легечка                                                           | 4 6     | 7 62 | 7 5 |  |
| 3 | Австралия · Чехия                                                                     | Макс Пёрселл / Мэттью Эбден Иржи Легечка / Адам Павлашек                              | 6 4     | 7 5  |     |  |